# أنارفية
أنارفية (الاسم العلمي Persicaria)، جنس نباتات عشبية مزهرة من القرنفليات وفصيلة البطباطية. تعرف أيضًا باسم الحشائش العقدية أو حشائش أنيقة. أنواعها منتشرة في كافة أنحاء العالم تقريبًا. وكانت في السابق تصنف ضمن جنس البطباط.